# Comuna Vărăști, Giurgiu
Vărăști (în trecut, Vărăști-Obedeni) este o comună în județul Giurgiu, Muntenia, România, formată din satele Dobreni și Vărăști (reședința). Se învecinează la nord cu Frumușani, la vest cu Berceni, la sud-vest cu Vidra, la sud cu Colibași și la est cu Valea Dragului.

## Așezare
Comuna se află la marginea estică a județului, pe malul stâng al Sabarului, la limita cu județul Ilfov și județul Călărași. Este străbătută de șoseaua județeană DJ401, care o leagă spre sud-est de Valea Dragului, Herăști și Hotarele (unde se termină în DN5A) și spre nord în județul Ilfov de Vidra, Berceni și de București. Din acest drum, la Dobreni se ramifică șoseaua județeană DJ412, care duce spre sud-vest la Colibași, Comana (unde se intersectează cu DN5A) și Prundu (unde se termină în DN41).

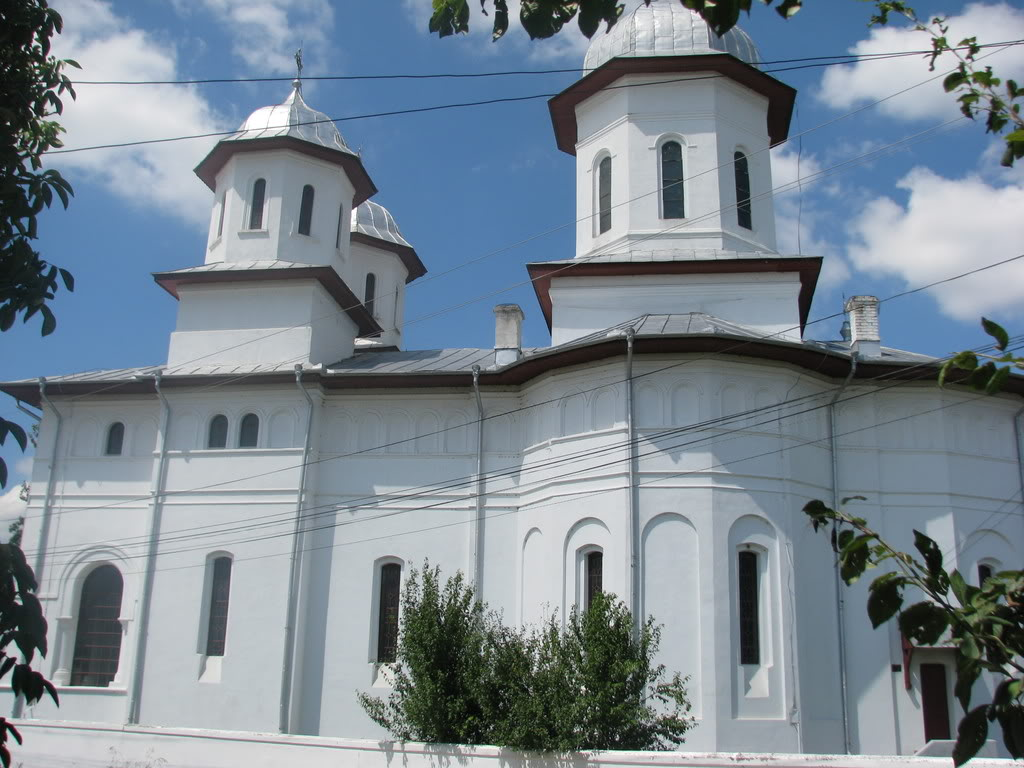
Biserica din Vărăști (Biserica Sf. Ier. Nicolaie)

## Istorie
La sfârșitul secolului al XIX-lea, comuna purta numele de Vărăști-Obedeni, făcea parte din plasa Sabarul a județului Ilfov și era formată din satele Obedeni și Vărăști, având în total 2355 de locuitori. În comună existau o moară cu aburi, o școală mixtă și două biserici (una în fiecare sat). La acea vreme, pe teritoriul actual al comunei mai funcționa în aceeași plasă și comuna Dobreni-Câmpurelu, formată din satele Dobreni și Câmpurelu, cu 1597 de locuitori ce trăiau în 260 de case și 49 de bordeie. Existau și aici o moară de apă, o școală mixtă și două biserici, iar principalul proprietar de pământuri era familia lui D. Gr. Ghica. 
 Anuarul Socec din 1925 consemnează cele două comune în plasa Vidra a aceluiași județ, comuna Vărăști-Obedeni având 2914 locuitori, iar comuna Dobreni-Câmpurelu —2466. 
 În 1950, comunele au fost transferate raionului Vidra și apoi (după 1952) raionului Oltenița din regiunea București. În această perioadă, comuna Dobreni-Câmpurelu a fost desființată, satul Câmpurelu trecând la comuna Colibași, iar satul Dobreni — la comuna Vărăști. În 1968, comuna Vărăști a revenit la județul Ilfov, reînființat; tot atunci, a fost desființat satul Obedeni, comasat cu satul Vărăști. În 1981, o reorganizare administrativă regională a dus la transferarea comunei la județul Giurgiu.

## Relieful
Este alcătuit dintr-o câmpie dispusă în terase: două cu lățimi cuprinse între 2-10 km, înregistrând către nord și nord - est, înălțimi de 6-8 m față de nivelul satului și către sud-sud-vest 5-6 m adâncime până la nivelul râului Sabar ( zona se numește Islaz, astăzi fiind transformată în teren agricol). 
 Între Sabar și localitatea Vărăști se desfășoară, pe o distanță de circa 4 Km, Lunca Sabarului, brăzdată de 4 șanțuri ce au rolul de drenare a apei acumulate din precipitații abundente.

## Flora
Flora este alcătuită din vegetație caracteristică câmpiei, compusă din vegetație lemnoasă în proporție mai mică și vegetație ierboasa în proporție mai mare.Vegetația lemnoasă se compune din: salcie în zona de luncă, anin și foarte puțin salcâm, se găsește pe suprafețe foarte mici neîngrijite și predispuse distrugerii în permanență. În zonă de deal se întâlnesc salcâmul sub aceleași aspecte ca și la luncă.
 Vegetația ierboasă este alcătuită din: pir, costrei, lobodă, știr, limbariță, stânjenel, coada vulpii și alte multe ierburi. 
 În zona de luncă unde este umiditate mai mare se întâlnesc trestia, paura, rogozul, pătlagină,etc. Pe suprafața zonei de luncă de la Sud la Nord vegetația ierboasă ( trestia, papură, rogozul) cuprinde circa 35 - 40 Ha. Această vegetație pe timpul rece și primavara de vreme fiind uscată prezintă un mare pericol de izbucnire a incendiilor cu vegetație uscată.

## Fauna
Fauna este o faună de câmpie și numai o mică parte întâlnim o faună de luncă și baltă.Fauna este compusă din specii de: rozătoare (șoarecele de câmp, popândăul, hârciogul, iepurele), iar ca animale de pradă vulpea și dihorul.
Singurele mamifere mari întâlnite sunt: mistrețul și căprioara ce se întâlnesc din ce în ce mai rar. Dintre păsări, cele mai răspândite sunt: cioara, coțofana, graurul, cucul, guguștiucul, sticletele, rândunica, privighetoarea, bufnița, fazanul etc. 
 Fauna acvatică se găsește în pârâul și Balta Cocioc, se compune din: pești (plătica, lostrița, crapul, roșioara, carasul), broaște, șerpi, șopârle. 
 În partea de nord a localității se află amenajată o pescărie, unde se pot întâlni crap românesc și fitofag.

## Demografie
Componența etnică a comunei Vărăști
     Români (70,68%)
     Romi (20,02%)
     Alte etnii (0,17%)
     Necunoscută (9,13%)
Componența confesională a comunei Vărăști
     Ortodocși (89,86%)
     Alte religii (0,74%)
     Necunoscută (9,4%)
Conform recensământului efectuat în 2021, populația comunei Vărăști se ridică la 5.819 locuitori, în scădere față de recensământul anterior din 2011, când fuseseră înregistrați 6.317 locuitori. Majoritatea locuitorilor sunt români (70,68%), cu o minoritate de romi (20,02%), iar pentru 9,13% nu se cunoaște apartenența etnică. Din punct de vedere confesional, majoritatea locuitorilor sunt ortodocși (89,86%), iar pentru 9,4% nu se cunoaște apartenența confesională.

## Politică și administrație
Comuna Vărăști este administrată de un primar și un consiliu local compus din 15 consilieri. Primarul, Adrian-Radu Măhălean[*], de la Partidul Național Liberal, este în funcție din 2016. Începând cu alegerile locale din 2024, consiliul local are următoarea componență pe partide politice:
|  | Partid                    | Consilieri | Componența Consiliului | Componența Consiliului | Componența Consiliului | Componența Consiliului | Componența Consiliului | Componența Consiliului | Componența Consiliului | Componența Consiliului | Componența Consiliului |
|  | ------------------------- | ---------- | ---------------------- | ---------------------- | ---------------------- | ---------------------- | ---------------------- | ---------------------- | ---------------------- | ---------------------- | ---------------------- |
|  | Partidul Național Liberal | 9          |                        |                        |                        |                        |                        |                        |                        |                        |                        |
|  | Partidul Social Democrat  | 6          |                        |                        |                        |                        |                        |                        |                        |                        |                        |

## Infrastructură
Rețeaua rutieră a localității este compusă din Drumul Județean 401 și drumuri comunale. Drumul județean 401 face legătura între Drumul European 70 în dreptul localității Jilava și șoseaua de frontieră Giurgiu-Oltenița în dreptul localității Greaca. 
 Drumul Județean 401 parcurge localitatea Vărăști pe o distanță de 10,8 km. Drumul Județean 401B, drum ce face legătura între localitatea Berceni și Vărăști pe o distanță de 8 km este un drum asfaltat. 
 Drumul Județean 412 face legătura între Vărăști și Frumușani, făcând legătura cu DN4.

## Turism
În localitatea Vărăști s-a născut poetul Vasile Militaru. În comună există o serie de monumente istorice cum ar fi situl arheologic de la Dobreni care datează din Neolitic ( înregistrat la comisia națională a monumentelor și siturilor istorice), situl arheologic de la Dobreni care datează din epoca bronzului ( înregistrat la Comisia Națională a Monumentelor și Siturilor istorice), ruinele Conacului Domnesc al lui Constantin Șerban, Biserica din satul Dobreni construită de Constantin Șerban în secolul al XVII-lea și care face parte din patrimoniul național precum și Biserica din satul Vărăști cu Hramul Sfântului Nicolae reconstituită în secolul al XIX-lea.

### Monumente istorice

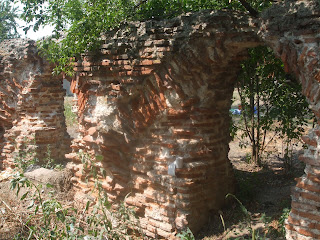
Ruinele caselor lui Radu și Constantin Șerban din Dobreni, monument istoric

În comuna Vărăști se află curtea lui Radu și Constantin Șerban, monument istoric de arhitectură de interes național. Ansamblul constă din ruinele caselor acestora (1640) și din biserica „Adormirea Maicii Domnului” (1646).
Pe malul stâng al Cociocului, pe dealul de lângă pod, în cartierul Prințesa, mai pot fi văzute ruinele conacului ce i-a aparținut lui Constantin Șerban, conac vizitat în anul 1657 de către Paul de Alep. Clădirea era impunătoare, din ziduri de cărămidă, cu grosimea de un metru, avea cinci camere, dintre care două saloane, lungimea era de 30 m, lățimea de 17 m, înălțimea era de aproximativ 15 m, iar adâncimea pivniței de 5 m. De-a lungul timpului, clădirea a avut mai multe întrebuințări, de la reședință domnească, la reședință de vară, cazarmă în perioada crizei politice din anul 1866, închisoare pentru prizonierii de război în 1917 și depozit. După ce a fost lăsat în paragină aproape jumătate de secol, conacul s-a deteriorat foarte mult, fiind demolat între anii 1946 și 1948 de către săteni pentru a procura cărămidă, din clădire rămânând doar ruinele uriașelor pivnițe. În anul 1990, o echipă de arheologi de la Muzeul Județean „Teohari Antonescu” din Giurgiu a efectuat săpături până la baza ruinelor la 5 m adâncime.
În rest, alte opt obiective din comună sunt incluse în lista monumentelor istorice din județul Giurgiu ca monumente de interes local. Șase dintre ele sunt situri arheologice: așezarea neolitică din „Valea lui Gâlcă” (la est de Vărăști); situl arheologic din curtea fostului CAP Dobreni cu o așezare neolitică aparținând culturii Gumelnița și una din Epoca Bronzului (cultura Tei, faza III); așezarea din perioada Latène (secolele al III-lea–I î.e.n.) din Vărăști, la limita fostului sat Obedeni; o altă așezare neolitică a culturii Gumelnița, aflată la marginea de est a satului Dobreni, pe malul Sabarului; situl de la „Hotarul Cucoanei” (fostul sat Obedeni), cu așezări din perioada Latène și Evul Mediu Timpuriu (cultura Dridu); și situl de la Vărăști aflat la ieșirea din sat către Dobreni, în fosta albie a Sabarului, unde s-au găsit urme de așezări din Epoca Bronzului (cultura Tei, faza IV) și din perioada Latène (epoca geto-dacică).
Celelalte două sunt clasificate ca monumente de arhitectură: conacul Mihail Kogălniceanu (1900), ulterior Daniel Danielopol, aflat în zona satului Dobreni, pe DJ412 către Câmpurelu; și biserica „Sfinții Nicolae, Grigore și Visarion” și „Adormirea Maicii Domnului” (1817) din Vărăști.

## Personalități  născute aici
- Vasile Militaru (1886 - 1959), scriitor, deținut politic sub regimul comunist.